# 31 Batalion Pontonowo-Mostowy
31 batalion pontonowo-mostowy – samodzielny pododdział wojsk inżynieryjno-saperskich ludowego Wojska Polskiego.
Sformowany we Włodawie na podstawie rozkazu Naczelnego Dowództwa Wojska Polskiego nr 08 z 20 sierpnia 1944 jako jednostka 2 Warszawskiej Brygady Saperów. Na podstawie rozkazu Naczelnego Dowództwa Wojska Polskiego nr 50 z 10 października 1944, włączony formalnie w skład 3 Zmotoryzowanej Brygady Pontonowo-Mostowej.
Brał udział w pracach przy oczyszczaniu dna Bugu na odcinku Niemirów – Wyszków, a 10 kwietnia 1945 został przerzucony do rejonu Kostrzyna, gdzie zabezpieczał forsowanie Odry.

## Obsada personalna
Dowódcy batalionu
- mjr Stanowski
- mjr Mikołaj Remiziewicz

## Struktura organizacyjna
Etat 012/81
Dowództwo i sztab
- pluton dowodzenia
- pluton przeciwlotniczych karabinów maszynowych
- 3 x kompania pontonowa
  - 3 x pluton pontonowy
- kompania mostowa
- pluton techniczny
- kwatermistrzostwo
  - drużyny : parkowa, transportowa, remontowa, gospodarcza
  - punkt pomocy medycznej
  - warsztaty

Razem:
żołnierzy – 499 (oficerów – 39, podoficerów – 116, szeregowych – 344)
sprzęt:
- park przeprawowy N2P – 1
- samochody – 110
- tartak – 1
- kafar – 1